# Троє в одному човні, як не рахувати собаки (фільм, 1979)
«Троє в одному човні, як не рахувати собаки» (рос. «Трое в лодке, не считая собаки») — радянський двосерійний телевізійний фільм в жанрі музичної комедії, за мотивами однойменної повісті (1889) Джерома Клапка Джерома, знятий режисером Наумом Бірманом на кіностудії «Ленфільм» у 1979 році. У цьому фільмі актор Андрій Миронов зіграв 6 ролей.

## Сюжет
Троє приятелів: Джі, Харріс і Джордж, втомившись від дозвільного неробства і бажаючи поправити своє здоров'я, що «похитнулося», вирішують відправитися в подорож на човні по Темзі. Разом з собою вони взяли фокстер'єра Монморансі. Перед подорожжю вони домовляються провести її без жінок. Але майже відразу в дорозі вони зустрічають трьох жінок, які подорожують точно так же, як і вони самі: Енн, Емілі і Патрісію. Спочатку герої намагаються дотримуватися свого договору, але потім все ж закохуються в цих жінок, а ті — в них. У фіналі це вже три закохані пари.

## У ролях
- Андрій Миронов — Джером Клапка Джером/Джі/місіс Байклі (1 серія)/дядечко Поджер (там же)/шинкар (2 серія)/відвідувач корчми (там же)
- Олександр Ширвіндт — сер Самуель Вільям Харріс
- Михайло Державін — Джордж (кілька фраз озвучує Ігор Єфімов)
- Лариса Голубкіна — Енн
- Аліна Покровська — Емілі
- Ірина Мазуркевич — Патриція
- Зіновій Гердт — могильник (1 серія)
- Микола Боярський — 1-й гренадер (там же)
- Григорій Шпігель — 2-й гренадер (там же)
- Юрій Катін-Ярцев — 3-й гренадер (там же)
- Анна Лисянська — господиня салону, яку виконання комічних куплетів залишає без гостей (там же)
- Георгій Штиль — вусатий капітан
- Тетяна Пельтцер — місіс Поппітс, квартирна хазяйка
- Марія Бєлкіна — дівчина в салоні, що сміється
- Михайло Девяткин — батько Джессі
- Ізіль Заблудовський — сумний джентльмен
- Кіра Крейліс-Петрова — Поллі, дружина Поджера
- Лев Лемке — дід зі слуховою трубкою
- Ігор Окрепілов — акомпаніатор
- Олексій Севостьянов — епізод
- Ірина Гойер — Джессі, боязка дівчина в салоні, яка слухає комічні куплети
- Ольга Волкова — мати хлопчика, яка заблукала в лабіринті
- Віктор Іллічов — помічник доглядача лабіринту Володимир Ляховицький — заблукавший в лабіринті
- Володимир Міхєєв — джентльмен в лабіринті
- Ігор Погодін — хлопчик з булочкою, що заблукав у лабіринті
- Анатолій Попов — атлет
- Анатолій Рудаков — батько хлопчика, який заблукав у лабіринті
- Віра Улик — касирка в лабіринті «гострих відчуттів»

## Знімальна група
- Автор сценарію:  Семен Лунгін
- Режисер-постановник:  Наум Бірман
- Оператор-постановник:  Генріх Маранджян
- Художник-постановник:  Ісаак Каплан
- Композитор:  Олександр Колкер
- Звукооператор:  Ігор Вигдорчик
- Тексти пісень:  Кім Рижов
- Балетмейстер:  Кирило Ласкарі